# Islande aux Jeux paralympiques d'hiver de 2018
L'Islande participe aux Jeux paralympiques d'hiver de 2018 à Pyeongchang, en Corée du Sud, du 9 au 18 mars 2018. Il s'agit de la quatrième participation du pays aux Jeux paralympiques d'hiver.

## Histoire de la délégation islandaise aux Jeux paralympiques d'hiver
L'Islande a participé aux Jeux paralympiques d'hiver de Lillehammer 1994, Vancouver 2010 et Sotchi 2014. À chaque fois, la délégation n'était composée que d'un seul athlète.
L'Islande n'a jamais remporté de médaille aux Jeux paralympiques d'hiver.

## Composition de l'équipe
La délégation islandaise n'est composée que d'un seul athlète prenant part aux compétitions dans un sport.

### Ski alpin
- Hilmar Snær Örvarsson